# Уптон, Самуил Иванович
Самуил Иванович Уптон (англ. Samuel Upton; 1812—1879) — британский и российский архитектор, академик архитектуры Императорской Академии художеств.

## Биография
Родился в 1812 году в городе Девентри, графство Нортгемптоншир, Англия.
Английский подданный. Учился у отца, инженера Джона Уптона, который переехал в Россию для работы архитектором. Жил в Севастополе (с 1826), Пятигорске и Владикавказе (с 1864).
4 апреля 1851 года был возведён в звание академика Императорской Академии художеств за «произведённые им строения в южном крае России».
Городской архитектор Севастополя (1838—1840), гражданский архитектор Нового Адмиралтейства в Севастополе (1842—1845), архитектор Кавказских Минеральных Вод (с 12 ноября 1845 года по 29 июня 1864 года), городской архитектор Владикавказа (1864—1871), архитектор Терской области (1871—1874). В 1871 году получил чин статского советника, в отставку вышел в 1874 году в чине коллежского советника.
Участвовал в возведении Воронцовского дворца в Алупке, где был замечен М. С. Воронцовым и приглашён к работе в Одессе и на Кавказе.
Точная дата смерти С. И. Уптона неизвестна. Называются 1864, 1870, 1874, 1879 годы.

## Проекты и постройки
Ниже перечислены основные проекты и постройки в реализации которых участвовал С. И. Уптон:
Севастополь. Не осталось следов его творчества
- вместе с отцом (Джоном Уптоном) участвовал в строительстве доков на Корабельной стороне — разрушены в ходе Крымской войны.
- вместе с отцом участвовал в строительстве первого здания Морской библиотеки (1839—1844) — сгорело через десять месяцев после завершения (сохранилась Башня Ветров, которая использовалась для вентиляции книгохранилищ Морской библиотеки).

Пятигорск
- Академическая галерея (Елизаветинская) (1848—1851)
- Михайловская галерея (1846—1848)
- Николаевская галереи (1847—1849),
- собственный дом (1850),
- Николаевский вокзал,
- театр,
- здание Теплосерных ванн (1861),
- здание «Приюта святой Ольги» (1872)[8];

Кисловодск
- Нарзанная галерея (1848—1858),
- перестройка Кисловодской крепости (1850—1856),
- дом офицеров (1850—1856),
- казармы западная и южная (1850—1856) — всё в Кисловодске;

Ессентуки
- здания Питьевой галереи источника № 17 и Серно-щелочных ванн.

## Память
- В Кисловодске на стене у крепостных ворот установлена мемориальная доска памяти С. И. Уптона